# Heteromeringia sexramifera
Heteromeringia sexramifera är en tvåvingeart som beskrevs av Masahiro Sueyoshi 2006. Heteromeringia sexramifera ingår i släktet Heteromeringia och familjen träflugor. Inga underarter finns listade i Catalogue of Life.